# 雨を描く14の方法
『雨を描く14の方法』(あめをえがく14のほうほう、ドイツ語: Vierzhen Arten den Regen zu beschreiben) 作品70は、ハンス・アイスラーが作曲した室内楽作品。1941年に作曲された。アイスラーはシェーンベルクの高弟の1人だが、ヴェーベルンやベルクとは違って早い時期に12音技法を放棄し、調性作品や拡張された調性に基づく作品を書いた他、亡命ユダヤ人だったコルンゴルトと同様にハリウッドの映画音楽にも進出した。しかし、この作品では再び過去に戻り、12音技法が用いられている。

## 作曲の経緯
『雨を描く14の方法』は、1928年にヨリス・イヴェンスが制作した短いドキュメンタリー映画「雨」のための映画音楽を基にして作曲された。ただし、この映画のオリジナルの音楽はアイスラーの手によるものではなく、Lou Lichtveldが作曲したものでその音楽は平凡である。
サイレント映画は上映の際に楽団が生演奏でその都度音楽をつけていたので、上映の度にオリジナルとは別の音楽を付けることも可能で、実際そのような上映方法は普通のことだった。アイスラーは、アメリカ合衆国での「雨」の上映に合わせて新作の映画用伴奏音楽を書いた。『雨を描く14の方法』は、この時の伴奏音楽を基にして書かれた室内楽作品である。
この曲が作曲開始されたのは1941年の夏である。日本やアメリカ、中国はまだ参戦していなかったが、同年6月にはナチス・ドイツが旧ソ連に侵攻し2正面作戦に突入、ヨーロッパ戦線は更なる拡大が始まった時期に相当する。また、7月には南部仏印進駐をきっかけにして日米関係は決定的に悪化した。同月に日本は関特演を実施、実際には侵攻に至らなかったが旧ソ連への軍事侵攻も視野に入れており、世界全体への戦争の拡大の予兆が顕著に見られた。
後になって、ハンス・ブンゲ博士 (Hans Bunge) との対談の中でアイスラー自身がこの作品について語っている。それによると、「雨」とは悲しみを意味しており、その悲しみとは第2次世界大戦の悲劇のことである。アイスラーはこの作品を、「悲しみの解剖」であり「メランコリーの解剖」である、と説明している。

## 曲の構成
1つの音列を主題とした14の変奏からなる変奏曲として構成されている。12音技法を用いているので、主旋律・対位旋律・和声は全て元の音列、その逆行形、反転などの一連の操作で得られた音列から導かれている。音列の1部 (A D Es C H E B G〈イ・ニ・変ホ・ハ・ロ・ホ・変ロ・ト〉) は、シェーンベルクの名前の綴り (ArnolD SCHoEnBerG) から採られている。

## 作曲の経過
1941年の夏に作曲を開始、同年の11月18日にニューヨークで完成した。

## 編成
- フルート 1[2]
- クラリネット (変ロ) 1[2]
- ヴァイオリン 1[2]
- ヴィオラ 1[2]
- チェロ 1[2]
- ピアノ 1[2]

## 初演
70歳の誕生日を記念して、1944年9月13日にカリフォルニア州のシェーンベルクの自宅で開かれた演奏会で世界初演された。作品はシェーンベルクに献呈されている。

## 演奏時間
約13分

## 出版
ペータース出版社

## 録音
アイスラー作品の録音自体が少なく、この作品の録音もほとんどない。
- Dieter Cichewiecz指揮Kammermusikvereinigung der Deutschen、Berlin Classics 0092552, 1997年 (Eisler Edition, Brilliant Classics 9430 に再録)